# Милко Гайдарски
Милко Трилов Гайдарски е бивш български футболист, десен защитник. Играл е за Спартак (София) (1962 – 1969) и Левски (София) (1969 – 1977). Има 341 мача и 7 гола в А група (187 мача с 3 гола за Левски и 154 мача с 4 гола за Спартак). Трикратен шампион на България (1970, 1974, 1977) и петкратен носител на Купата на Съветската армия (1968 със Спартак, 1970, 1971, 1976, 1977 с Левски). Има 30 мача за А националния отбор (1967 – 1973), 1 мач за Б националния, 10 мача с 1 гол за младежкия и 14 мача с 2 гола за юношеския национален отбор. Участва на Световното първенство по футбол – 1970 г. в Мексико (в 2 мача). Сребърен медалист от Олимпийските игри – 1968 г. в Мексико. Завършва ВИФ „Георги Димитров“. „Майстор на спорта“ от 1969 г. Награден със сребърен орден на труда през 1968 г. За Левски има 21 мача и 1 гол в евротурнирите (4 мача за КЕШ, 9 мача с 1 гол за КНК и 8 мача за купата на УЕФА). Атлетичен футболист, отличава се със сигурна игра в отбрана и добра техника.